# Franko Díaz
Franko Mauricio Díaz Graterol (Guanare, Estado Portuguesa, Venezuela; 6 de febrero de 1996) es un futbolista venezolano que juega como defensa en el Deportivo La Guaira de la Primera División de Venezuela.

## Trayectoria

### Selección de Venezuela

#### Campeonato Sudamericano Sub-17
| Sudamericano Sub-17 | Sede      | Resultado  | Partidos | Goles |
| ------------------- | --------- | ---------- | -------- | ----- |
| Sudamericano 2013   | Argentina | Subcampeón | 6        | 0     |

#### Copa Mundial de Fútbol Sub-17 de 2013
| Mundial Sub-17 | Sede                   | Resultado      | Partidos | Goles |
| -------------- | ---------------------- | -------------- | -------- | ----- |
| Mundial Sub-17 | Emiratos Árabes Unidos | Fase de grupos | 3        | 0     |

#### XXII Juegos Centroamericanos y del Caribe
| Juegos Centroamericanos y del Caribe | Sede   | Resultado  | Partidos | Goles |
| ------------------------------------ | ------ | ---------- | -------- | ----- |
| Juegos Centroamericanos y del Caribe | México | Subcampeón | 5        | 0     |

#### Campeonato Sudamericano Sub-20
| Sudamericano Sub-20 | Sede    | Resultado     | Partidos | Goles |
| ------------------- | ------- | ------------- | -------- | ----- |
| Sudamericano 2015   | Uruguay | Primera ronda | 4        | 0     |

## Clubes

### Profesional
| Club                         | País      | Año       | Partidos | Goles |
| ---------------------------- | --------- | --------- | -------- | ----- |
| ACD Lara                     | Venezuela | 2013-2014 | 5        | 0     |
| Llaneros de Guanare (Cesión) | Venezuela | 2014      | 10       | 0     |
| Carabobo FC                  | Venezuela | 2015      | 1        | 0     |
| Zamora FC                    | Venezuela | 2016-Act  |          |       |